# Predica di sant'Antonio ai pesci (Garcia Fernandes)
La Predica di sant'Antonio ai pesci è un dipinto a olio su tela di Garcia Fernandes realizzato circa nel 1535-1540 e conservato nel Museo nazionale d'arte antica di Lisbona in Portogallo.
La predicazione di sant'Antonio ai pesci ha rappresentato due episodi fondamentali dell'agiografia di sant'Antonio. In primo piano vediamo il santo che predica ai pesci dell'Adriatico che lo ascoltano più attenti degli eretici di Rimini. In una scena secondaria è rappresentato il miracolo del mulo, animale che, inginocchiato, ha riconosciuto la presenza divina nell'ostia consacrata, che ha portato alla conversione di un ebreo incredulo.

## Storia
Nel 1934 Luís Reis-Santos pubblicò l'opera, attribuendone la paternità a Garcia Fernandes, che da allora è stata accettata all'unanimità dalla critica.
La predicazione di sant'Antonio ai pesci apparteneva alla collezione di Henrique Burnay, 1.º conte di Burnay e fu acquistato dallo Stato portoghese nel 1936 all'asta della tenuta di Burnay, insieme a molte opere d'arte, tra cui sant'Agostino di Piero della Francesca.

## Descrizione
La composizione è divisa in due scene. In primo piano, in un posto di rilievo, sant'Antonio, vestito di abito francescano e con in mano una croce, predica a un banco di pesci che lo ascoltano con la testa fuori dall'acqua. Dietro al Santo due figure assistono alla predicazione, una delle quali in abito francescano. In un piano più lontano è rappresentato il miracolo del mulo. Lo spazio di questa seconda scena, in cui si muovono diversi gruppi di figure, è incorniciato da costruzioni di stili diversi, da un arco gotico, sul lato destro, e da un edificio rinascimentale, sullo sfondo.
Il rapporto tra le due scene si definisce anche nello spazio pittorico, la seconda che compare in un insieme architettonico di tocchi classicisti accuratamente scalfito con righello e compasso con incisioni tuttora visibili.

### Esplicative
1. ↑  Nota esplicativa a margine dell'opera nella mostra permanente del MNAA.

### Bibliografiche
1. 1 2 3  (PT) Santo António Pregando aos peixes, su matriznet.dgpc.pt. URL consultato il 19 ottobre 2022.
2. ↑  Lucinda Canelas, Colecção Henri Burnay: Um "burguês pragmático", Público, 4 dicembre 2003.
3. ↑  (PT) Lucinda Canelas, Colecção Henri Burnay: Um "burguês pragmático", su publico.pt, 4 dicembre 2003. URL consultato il 19 ottobre 2022.